# Cyclone Phailin
Le cyclone Phailin est un cyclone tropical ayant frappé la Thaïlande, la Birmanie, le Népal et les États indiens d'Andaman-et-Nicobar, de l'Odisha, de l'Andhra Pradesh, de Jharkhand et du Bengale-Occidental. Le système est d'abord qualifié de dépression tropicale le 4 octobre 2013 dès son passage dans le golfe de Thaïlande, à l'ouest de Phnom Penh au Cambodge. Le 11 octobre, elle se renforce en ouragan de catégorie 5, avant de s'affaiblir le jour suivant près de l'Odisha. Le cyclone a causé la plus grosse évacuation jamais survenue en Inde depuis 23 ans avec 550 000 personnes évacuées de l'Odisha et de l'Andhra Pradesh.

## Évolution météorologique
Le 4 octobre, l'Agence météorologique du Japon localise une dépression tropicale qui s'est développé dans le Golfe de Thaïlande, à environ 400 km (248,55 mi) à l'ouest de Hô-Chi-Minh-Ville au Viêt Nam,. Le lendemain, le système émerge dans la mer d'Andaman avant que le Service météorologique indien ne nomme cette dépression BOB 04 durant la matinée du 8 octobre 2013,. Ce même jour, le système dépressionnaire se déplace à l'ouest-nord-ouest dans un environnement favorisant son développement. Le service météorologique indien note qu'elle s'est transformé en une profonde dépression durant la matinée du 9 octobre ; de ce fait, elle s'intensifie et se consolide,. Le Joint Typhoon Warning Center (JTWC) américain lance une alerte à la dépression et baptise ce système sous le nom de Cyclone tropical 02B, avant que le système dépressionnaire ne s'affaiblisse légèrement, une fois proche de Mayabunder dans les Îles Andaman, et prêt à se déplacer vers le Golfe du Bengale,,. Dès son passage dans le Golfe du Bengale, le système se réorganise rapidement. Le service météorologique indien rapporte une intensification du système en cyclone et le nomme Phailin,.
Après son nommage, Phailin s'intensifie encore, pour devenir un ouragan de catégorie 1 sur l'Échelle de Saffir-Simpson le 10 octobre 2013,. Le service météorologique indien rapporte une très forte intensification du cyclone, avant que le JTWC ne rapporte qu'il a atteint la force équivalente à celle d'un ouragan de catégorie 4,.